# زوط
زوط أو النوار، هو المصطلح العربي للغجر، شعب الروما، وشعب الدوم، أشتهر الزوط بفن الموسيقى وهاجروا بأعداد كبيرة من شمال الهند إلى منطقة الشرق الأوسط منذ حوالي 1000 عام. أُطلق اسمهم لاحقًا على أي فنان متجول من أصل هندي، وأصبح الاسم الشائع لشعب الدوم في الشرق الأوسط.وهي ايضاً تعتبر كلمة قذف